# VII Recenseamento Geral da População de Portugal

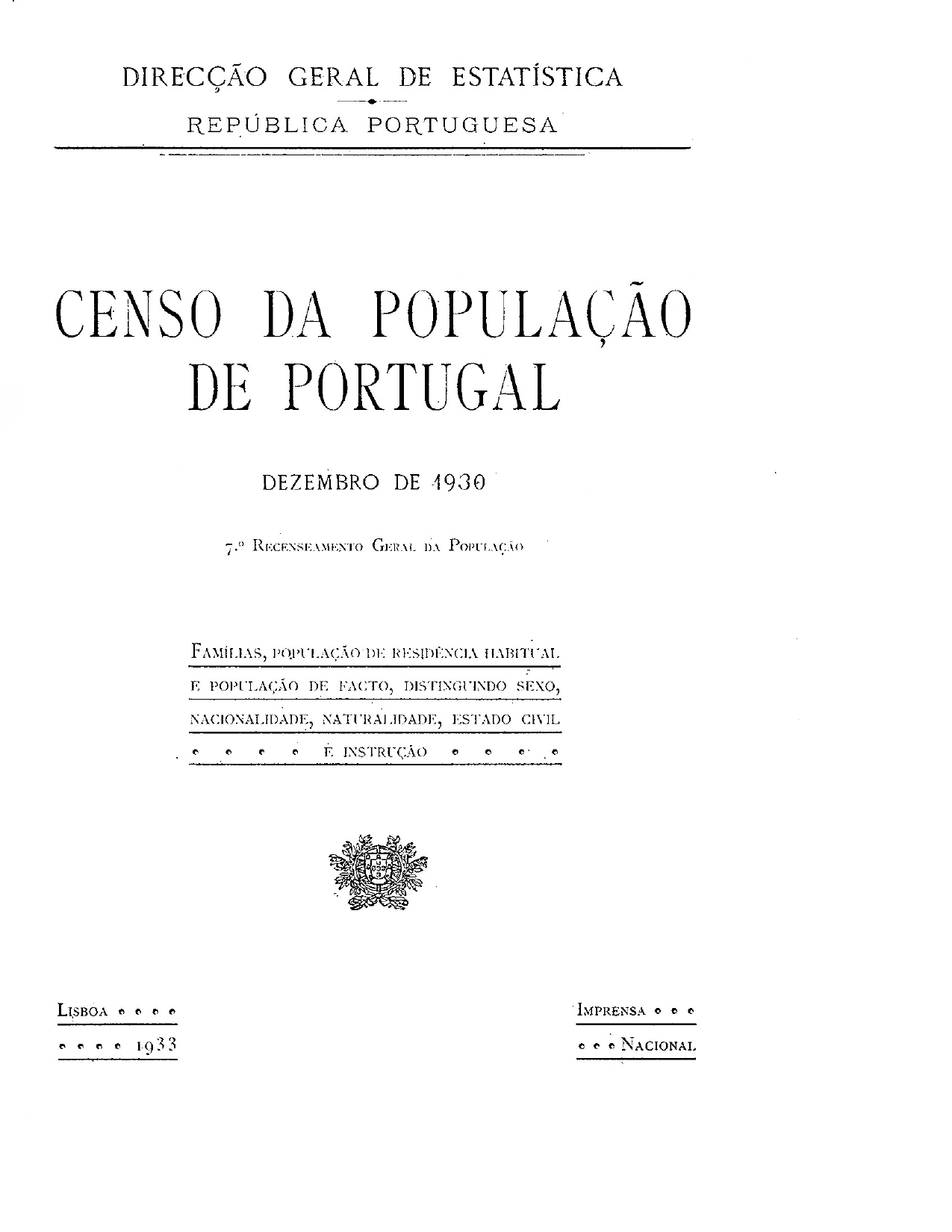
VII Recenseamento Geral da População, de 1.º de dezembro de 1930, Lisboa, Portugal.

O VII Recenseamento Geral da População foi realizado em 1 de Dezembro de 1930 e, segundo este, Portugal tinha 6.825.883 de habitantes, sendo 4,1 o número médio de pessoas por família.

## População por distrito
A grafia dos distritos foi mantida conforme o texto integral do documento.
| Distrito       | População de facto (total) | Distrito          | População de facto (total) |
| -------------- | -------------------------- | ----------------- | -------------------------- |
| Aveiro         | 381.694                    | Portalegre        | 166.343                    |
| Beja           | 240.465                    | Pôrto             | 810.253                    |
| Braga          | 414.784                    | Santarém          | 378.517                    |
| Bragança       | 185.164                    | Setúbal           | 233.668                    |
| Castelo Branco | 265.573                    | Viana do Castelo  | 240.261                    |
| Coimbra        | 387.808                    | Vila Real         | 253.994                    |
| Évora          | 180.852                    | Viseu             | 431.473                    |
| Faro           | 300.762                    | Angra do Heroísmo | 70.502                     |
| Guarda         | 267.614                    | Horta             | 49.216                     |
| Leiria         | 314.540                    | Ponta Delgada     | 134.217                    |
| Lisboa         | 906.582                    | Funchal           | 100.632                    |